# 永安镇 (垫江县)
永安镇，是中华人民共和国重庆市垫江县下辖的一个乡镇级行政单位。

## 行政区划
永安镇下辖以下地区：
永兴社区、三河口村、中峰村、石口子村、白鹤村、鱼龙村、中心村、尖岩村、石坎村、高坡村、双桥村、清水村、建新村和凤凰村。